# Gianluca Musiu
Gianluca Musiu (Roma, 11 ottobre 1972) è un attore e doppiatore italiano, noto per aver prestato la voce a Daniel Dae Kim nella serie televisiva Lost.

## Biografia
Ha conseguito un diploma di recitazione presso l'Accademia Permis de Conduire e uno di specializzazione in drammaturgia antica presso il Teatro del Sogno a Roma. Ha frequentato la Scuola Europea dell'attore del teatro di Pisa. Lavora con molte compagnie, tra cui la Compagnia Lavia, la Fabbrica dell'Attore, il Teatro Mercadante stabile di Napoli Teatro Nazionale, per la Fondazione INDA Teatro Greco di Siracusa e per il teatro Eliseo di Roma. Interpreta ruoli di rilievo a fianco di attori come Carlo Croccolo, Manuela Kustermann, Tullio Solenghi, Elisabetta Pozzi, Mauro Avogadro, Mariano Rigillo, Massimo Venturiello, Eros Pagni. Scrive e interpreta “Zitto (Effetti retroattivi di sincerità mal gestita)”, commedia ospitata in diverse rassegne di drammaturgia contemporanea in Italia e dall'Istituto Italiano di Cultura a Parigi. Musicista, è autore della band parodistica Amore Vero, per il canale web della Fox Flop Tv. Per la fiction lavora in R.I.S. - Delitti imperfetti, Vento di ponente, Donna detective, nel programma TV Donne, vittime e carnefici e nella serie di Corrado Guzzanti Dov'è Mario?.

## Filmografia e video

### Cinema
- La leggenda di Bob Wind, regia di Dario Baldi (2016)

### Televisione
- R.I.S. - Delitti imperfetti - serie TV, episodio 1x01 (2005)
- Donna detective - serie TV, episodio 2x01 (2010)
- Dov'è Mario?, regia di Edoardo Gabbriellini - serie TV, episodio 1x04 (2016)
- Everybody Loves Diamonds, regia di Gianluca Maria Tavarelli - serie TV, episodio 1x01 (2023)
- Maschi veri, regia di Matteo Oleotto - serie TV, episodi 3 e 8 (2025)

### Video
- Pillole di Scienza #1
- Pillole di Scienza #2
- Pillole di Scienza #3
- Amore Vero - Tutto Bellissimo
- Amore Vero - "Pilate Pilate"
- Amore Vero - "Guardamy"

## Doppiaggio

### Film
- Jun Hee Lee in American Pie Presents: Band Camp
- Cheyenne Jackson in United 93
- Jett Garner in Alamo - Gli ultimi eroi
- Ulysse Klotz in Tournée
- Justin Chon in Blue Bayou
- Lee Hae-young in Cintura nera Jung-do

### Serie televisive
- Daniel Dae Kim in Lost
- Rotimi in Boss
- Matthew Leitch in Band of Brothers - Fratelli al fronte
- Michael Hobert in Scrubs - Medici ai primi ferri
- Scott Sparrow in Rapimento e riscatto
- Daniel Joo in Criminal Minds

### Soap opera e telenovelas
- Charly Rey in Miss XV - MAPS
- Xosé Barato in Il segreto

### Cartoni animati
- Reggie in American Dragon: Jake Long
- Wendell in Maggie
- Jax in Megas XLR
- Overall in Transformers
- Daugler in South Park
- Kenny in L'invincibile Dendoh
- Omur Fang in Mobile Suit Gundam
- Hakkaku in Inuyasha
- Giese in Last Exile
- Consuela in I Griffin

### Videogiochi
- IA Brendan in Cyberpunk 2077 (2020)[1]
- Tovri in Diablo IV (2023)[2]